# Upplands runinskrifter 953
Upplands runinskrifter 953 är en nu försvunnen vikingatida runsten i Sällinge, Danmarks socken och Uppsala kommun. Runstenen omtalades av Richard Dybeck som "nyfunnen" år 1863. Den användes då som tröskelsten en förstuga. Stugan i fråga är rivet och Sven B.F. Jansson rapporterade 1942 att platsen där huset stått var täckt med ett halvmetertjockt lager av jordblandad sten. Möjligen ligger runstenen kvar i den bevarade husgrunden.
Runstenen är 1,90 meter hög och 0,95 meter bred. Stenen var mycket skadad när den hittades 1863, med avslagen topp och utnött och otydlig ristning.

## Inskriften
Translitterering av runraden:
[foraystain · lit · ri... ... skarþa faþu... ...]
Normalisering till runsvenska:
Frøystæinn let ræi[sa]/re[tta] ... Skarða(?), faðu[r] ...
Översättning till nusvenska:
Frösten lät resa ... Skarde, [sin] fader.